# Flöten und Dolche
Der Band Flöten und Dolche versammelt vier Novellen von Heinrich Mann und erschien 1905 bei Albert Langen in München.
In der Nachfolge Gustave Flauberts spricht der junge Autor unter der Fahne des L’art pour l’art im Buchtitel die Diskrepanz zwischen Kunst und Leben an.
In den Jahren 1904 bis 1931 äußerten sich René Schickele, Karl Hans Strobl, Julie Speyer, Richard Schaukal, Paul Block, Kasimir Edschmid und Dora Genser zu den Novellen.

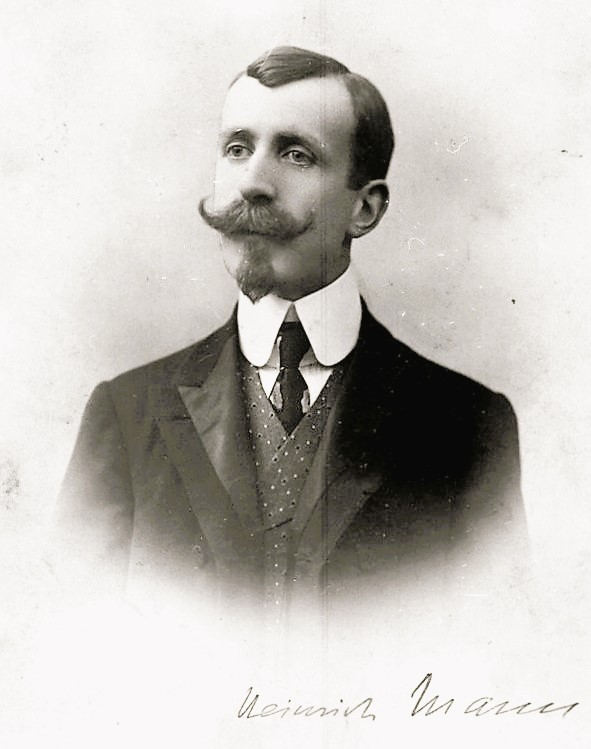
Heinrich Mann im Jahr 1906

## Inhalt

### Pippo Spano
Siehe Pippo Spano.

### Fulvia
Die 1903 geschriebene Novelle wurde Anfang 1904 in der Zeit vorabgedruckt.
Handlung
Im Alter von 75 Jahren ist Claudio in Rom gestorben. In Rom will Fulvia sterben wie ihr Claudio. In Rom sitzt die alte Fulvia Galanti mit ihren Töchtern zusammen und erzählt ihnen von ihrer Liebe zu zwei Männern – dem schönen Grafen Oreste Gatti und ihrem Gatten, dem weniger attraktiven und viel mehr schwächlichen Advokaten Claudio Galanti. Nicht dem Grafen, der sich zu den Herren Italiens zählte, sondern dem unansehnlichen Freiheitskämpfer Claudio hatte Fulvia die Hand gereicht. Zusammen mit ihm hatte sie in den Jahren 1848 bis 1870 für die Einheit Italiens gekämpft. In Vicenza, Cornuda und Venedig waren sie von den Österreichern geschlagen worden. Claudio war während der Kämpfe verwundet worden; hatte es aber im Lazarett nicht ausgehalten. In Cesena, Forlì, Comacchio und Pesaro waren beide als Staatsbeamte eingesetzt worden; zuletzt in Parma sogar als Präfekten. Fulvia hatte mit dem König getanzt.
Die Heimkehr des Ehepaares Galanti nach Rom erwies sich einerseits als Fehler, denn der Papst – vordem auf Seiten der italienischen Freischar – ließ die Patrioten inzwischen drangsalieren: Claudio durfte nicht als Advokat arbeiten. Andererseits hatte das Paar Galanti Glück. Einer der Schergen des Papstes war Graf Oreste Gatti geworden. Mit Duldung und Beihilfe des Grafen gelang Claudio die Flucht nach Turin. Fulvia war in Rom zurückgeblieben. Oreste Gatti konnte zwar seine Geliebte Fulvia nicht bekommen, doch er brachte sie zu dem noch verwundeten Claudio nach Turin, wechselte die Seite – zog also in den Krieg für die Einheit Italiens – und fiel bei Varese.
Rezeption
Kampf gegen soziale Ungerechtigkeit, auch eines der Themen des 1905 begonnen und 1907 erschienenen Romans Zwischen den Rassen, wird in den folgenden Jahrzehnten innerhalb des Romanschaffens Heinrich Manns zunehmend dargestellt werden. Der liberale Autor habe das Risorgimento als Gegenstück zu Bismarcks Deutschem Reich favorisiert.

### Drei-Minuten-Roman
Der schmale Text, noch vor dem Frühsommer 1904 geschrieben, wurde im August 1904 in dem Berliner Wochenblatt  Das neue Magazin für Literatur, Kunst und soziales Leben vorabgedruckt.
Handlung
Der Ich-Erzähler gibt drei kleine Geschichten in seiner Jugendzeit zum Besten. Da brachte dieser Mailänder erstens als 21-Jähriger in Paris sein Erbe durch. Darauf – das „sinnenstarke Dasein“ hat ein Ende – entkommt er zweitens  nach Florenz. Dort am Arnoufer liebt er im Teatro Pagliano den Pierrot, der von einer Kurtisane gespielt wird. Der Ich-Erzähler erlernt – offenbar in einem Schnellkursus – das Friseurhandwerk, kann aber in seinem neuen Berufe bei der „bedeutenden Kurtisane“ nicht landen. Beide enden in der Gosse – nicht so schlimm, denn der Erzähler liebte die Kurtisane eigentlich gar nicht, sondern wollte sie nur lieben. Diese Frau stirbt. Einem Gaunerpärchen – Geschwister, die den Erzähler ans Messer liefern möchten – kann er drittens nach Mailand entfliehen. Eine „hochstehende, begabte Dame“ ist dort von dem Kram, den er geschrieben hat, sehr eingenommen; mehr noch, sie müsse so einen Schreiberling wie ihn lieben. Der Erzähler freundet sich jedoch lediglich mit der Verehrerin an.
Auch der Leser muss sich, wie der Erzähler, nach der Lektüre fragen: „Was ist Wirklichkeit“ in diesem Text?
Rezeption
Mit der Darstellung seines Ich-Erzählers, eines Dilettanten, befindet sich Heinrich Mann in guter Gesellschaft mit Bourget, Barrès, Hermann Bahr und Hofmannsthal. Der Titel dieses fragmentarischen Diskontinuums sollte ironisch genommen werden. Man könnte auf den Gedanken kommen, Heinrich Mann nimmt das Verstörende, das aus Kafkas Geschichten spricht, vorweg. Kurt Pinthus habe 1913 der vorliegenden Roman-Kurzform so zugestimmt: „Weder wir noch andere haben Zeit zu verlieren.“

### Ein Gang vors Tor
Die kleine Erzählung wurde 1901 in der Insel vorabgedruckt.
Handlung
Der junge Ritter Lukas lässt die heimatliche baufällige Burg mit den vier vergreisten Verwandten hinter sich. Im ersten Abenteuer draußen in der Welt jagt Lukas einen Dieb, doch der in Eisen gepanzerte schwarze Ritter – mit gleichem Ziel – macht das Rennen. Weiter geht es in die weite Welt hinein. Der Schwarze gibt das nächste Ziel vor. Dianora, die Tochter des Grafen von Melfi, wurde vom Sultan der Berberei geraubt. Bei der Rettungsaktion zu Wasser ist es der schwarze Ritter, der Dianora aus den Fängen der Heiden befreit. Aus Verlegenheit macht Lukas den Sultan einen Kopf kürzer. Lukas begehrt die Schöne. Dianora lehnt ab, denn der Sultan habe sie bereits besessen. Lukas erwartet Dank für seine Tat. Die Frau sieht dafür keinen Grund. Zudem meint Dianora auf Lukas’ insistierendes Befragen, er sei nicht mächtig genug. Das ist richtig. Wenn Dianora auf der Heimfahrt getragen werden muss, erledigt das der Schwarze. Weitere schwere Kämpfe bleiben unterwegs nicht aus. Lukas macht in deren Verlaufe Dianora zur Kaiserin von Trapezunt und meint, nun sei er mächtig genug. Also wagt er sich im nächsten Versuch an das Nachtlager der Herrscherin. Welch ein Jammer! Dianoras weiße „Glieder hingen an der schwarzen Eisenbrust des Gepanzerten“ Lukas wendet sich ab und begibt sich nach Hause. In der verfallenden Burg wird er von den vergreisten Verwandten verspottet: Was hat ihm sein Gang vors Tor gebracht? Nichts.
Zusammen mit den vier Alten will Lukas auf der Burg nicht versauern. So geht er ein zweites Mal hinaus und sucht den Tod auf der Landstraße.
Rezeption
Symbolismus und Fin de Siècle sind die beiden Schubladen, in die dieser Text aus dem Jugendwerk des Autors eingeordnet werden kann. Der Phantast Lukas tritt in die Welt hinaus und will die schöne Dianora erobern. Der schwarze Ritter kommt ihm bei jeder Aktion zuvor. Lukas’ Fazit: Draußen ist es immer noch besser als daheim.

## Selbstzeugnis
Heinrich Mann schreibt am 20. Juli 1947: „Ein feiner Österreicher sagte über Flöten und Dolche 1903, alles sei genial, auch der Titel.“